# Montour (Nowy Jork)
Montour – miasto w Stanach Zjednoczonych, w stanie Nowy Jork, w hrabstwie Schuyler.